# Оржевка (Тамбовская область)
О́ржевка — село в Умётском районе Тамбовской области России. Входит в состав Оржевского сельсовета.

## География
Село находится в восточной части Тамбовской области, в лесостепной зоне, в пределах Приволжской возвышенности, на берегах реки Течеры, на расстоянии примерно 15 километров (по прямой) к северо-северо-западу от рабочего посёлка Умёт, административного центра района. Абсолютная высота — 147 метров над уровнем моря.

### Климат
Климат умеренно континентальный, относительно сухой, с холодной продолжительной зимой и жарким летом. Средняя температура воздуха самого холодного месяца (января) — −11,5 °C (абсолютный минимум — −40 °C); самого тёплого месяца (июля) — 20,4 °C (абсолютный максимум — 40 °С). Среднегодовое количество атмосферных осадков составляет 450—500 мм. Продолжительность залегания снежного покрова составляет в среднем 136 дней.

### Часовой пояс
Село Оржевка, как и вся Тамбовская область, находится в часовой зоне МСК (московское время). Смещение применяемого времени относительно UTC составляет +3:00.

## Население
| 2010 | 2013 |
| ---- | ---- |
| 458  | ↘452 |

### Половой состав
По данным Всероссийской переписи населения 2010 года в гендерной структуре населения мужчины составляли 46,5 %, женщины — соответственно 53,5 %.

### Национальный состав
Согласно результатам переписи 2002 года, в национальной структуре населения русские составляли 95 % из 576 чел.

### Известные жители
- Мартынов, Дмитрий Михайлович (1759—1809) — тамбовский губернский предводитель дворянства (1800—1804).
- Оржевский, Василий Владимирович (1797—1867) — тайный советник, директор Департамента полиции исполнительной.
- Сабуров, Яков Иванович (1798—1858) — писатель-очеркист, уездный предводитель дворянства.

## Достопримечательности
В селе находится православный Свято-Троицкий храм, иногда называемый храм Живоначальной Троицы с Архангельским приделом — деревянный с колокольней, построен в 1712 году в имении князя Михаила Михайловича меньшого Голицына для своих крестьян, переселенных из Рязанского уезда, храм перестроен в 1882.